# البحث عن الضحية (مسلسل)
البحث عن الضحية مسلسل مصري كوميدي تبدأ أحداثه بسماع موظفين في هيئة الاتصالات هما حسن وزكي لمكالمة هاتفية بين مجرمين اثنين يخططان فيها لجريمة قتل امرأة تسكن وحيدة وتخبئ صندوقا يحتوي مليون جنيه داخل شقتها، ليبدآن بعدها رحلة البحث عن المرأة المستهدفة من قبل المجرمين وتبدأ الحكاية.

## الممثلون
- جورج سيدهم : في دور حسن العامل في هيئة الاتصالات .
- حسن مصطفى : في دور زكي العامل في هيئة الاتصالات.
- نبيلة السيد : في دور نعناعة زوجة زكي والمخبئة للصندوق.
- سيد زيان : في دور أمين الشرطة ومسؤول قسم الشرطة في المنطقة.
- نجاح الموجي : في دور شلطم أحد اللصين الباحثين عن الصندوق والرأس المفكر للمجموعة.
- أحمد راتب : في دور مدبولي جار حسن ونعناعة.
- مظهر أبو النجا : في دور شرارة أحد اللصين الباحثين عن الصندوق.
- عزيزة راشد : في دور زيزي صاحبة الصندوق الأصلية وصديقة طفولة لنعناعة.
- سمر : في دور محاسن خطيبة حسن.

وغيرهم من الممثلين مثل : محمد عبد الحليم، عنايات صالح، روعة الكاتب، محمد حجازي، أنور عبد المنعم، فتحية عبد الغني.